# La nuova architettura e il Bauhaus
La nuova architettura e il Bauhaus (Die neue Architektur und das Bauhaus) è un breve scritto di Walter Gropius durante il suo esilio in Inghilterra e pubblicato nel 1935 da Faber and Faber.
È diviso in quattro capitoli: la nuova architettura e il Bauhaus, standardizzazione, razionalizzazione, il bauhaus. Nel libro, l'autore descrive l'essenza della nuova architettura come costruzione razionale, che migliora le condizioni di vita delle persone minimizzando i costi. Grande attenzione viene posta alla necessità di riportare la progettazione ad esprimere lo spirito dell'epoca, promuovendo l'istituzione di una nuova scuola basata sulla collaborazione attiva.

## Contenuto

### La nuova architettura e il bauhaus
Nel primo capitolo, lo scopo dell'autore è identificare l'essenza della Nuova Architettura, nella quale le nuove forme sono il prodotto logico e ineluttabile delle condizioni intellettuali, sociali e tecniche dell'epoca. La critica al formalismo avviene sia quando riprende gli stili del passato, che quando utilizza le nuove forme come capriccio individuale. L'architettura per l'appagamento dell'uomo deve fondere in un'unità sia gli aspetti materiali che quelli estetici. Nel primo caso, il valore pratico della nuova architettura si contraddistingue dalla liberazione dall'ornamento, l'enfatizzazione delle caratteristiche strutturali, la creazione di soluzioni semplici ed economiche, nel secondo si distingue per una nuova visione dello spazio grazie alla tecnica che consente di ridurre il volume delle strutture.
Le nuove tecniche costruttive consentono di: 
- abolire la funzione portante del muro, assegnando la funzione portante ai pilastri sottili e la funzione di divisorio a muri non portanti più leggeri.
- aumentare la superficie trasparente per migliorare l'illuminazione degli ambiente e per trasmettere l'idea di leggerezza.
- eliminare il tetto a due spioventi a favore di una copertura piana che consente di avere maggiore libertà nella progettazione, stanze regolari, adibire la copertura ad altre funzioni, consentire un'eventuale estensione futura, prestare attenzione alla visione estetica a volo d'uccello, reintrodurre la natura nelle città.

### Standardizzazione
Nel secondo capitolo l'autore si concentra sull'efficienza, dove la meccanizzazione è finalizzata a liberare l'uomo dalle attività manuali per potersi dedicare ad attività più elevate. Il desiderio di soddisfare i bisogni della comunità al minor costo e con il minor sforzo, tramite il miglioramento dell'organizzazione produttiva ha portato alla meccanizzazione, alla specializzazione del lavoro e alla razionalizzazione. Secondo l'autore la standardizzazione è una precondizione di una civiltà evoluta e non un rischio per l'individuo. Questo comporta la definizione di un modello standard o forma-tipo di un qualsiasi oggetto di uso comune come sintesi delle forme purificate dall'individualismo. Per raggiungere questi scopi in edilizia, lo strumento per la produzione di questi modelli tipo sarebbe la produzione di massa.

### Razionalizzazione
Nel terzo capitolo l'autore si concentra sulla necessità di una transizione del settore edilizio verso una costruzione razionale al fine di raggiungere un miglioramento delle condizioni di vita e contemporaneamente una riduzione dei costi.
| Caratteristiche | Architettura tradizionale                  | Nuova Architettura                                                          |
| --------------- | ------------------------------------------ | --------------------------------------------------------------------------- |
| processo        | artigianale                                | industriale                                                                 |
| esecuzione      | stagionale                                 | continua                                                                    |
| materiali       | materiali naturali disuniformi e imprecisi | materiali sintetici uniformi e precisi                                      |
| costruzione     | a umido                                    | assemblaggio a secco                                                        |
| estetica        | pesante                                    | leggera                                                                     |
| principi        | ornamento                                  | armonia spaziale, compostezza e proporzione, forme chiare, forme essenziali |

L'autore indica alcune opere come espressione dei suoi lavori successivi (tra cui le Officine Fagus). Conclude sostenendo che a seguito della prima guerra mondiale si era convinto che non poteva realizzare le sue idee se non era in grado di influenzare l'industria del proprio paese anche realizzando una nuova scuola di design che fosse gestita da collaboratori autonomi aventi una causa comune.

### Il Bauhaus
Nell'ultimo capitolo l'autore dichiara che alla base della fondazione del primo Bauhaus c'era stata l'idea di una unità sottostante a tutti i campi del design. Nel 1919 assume il controllo della Scuola di arti e mestieri di Weimar e Accademia di belle arti con lo scopo di conciliare la creatività del design con la perizia tecnica, elaborando prodotti studiati per la produzione di massa. L'autore descrive il curriculum di studi che fonde insegnamenti pratici (Weklehre) a quelli intellettuali (Formlehre). Nel 1925 la scuola viene trasferita a Dessau e si organizza in modo diverso passando dalla gestione dei laboratori con un insegnante pratico e uno teorico ad un unico insegnante, inoltre viene realizzato il complesso di edifici nuovi. Dopo il 1928 l'autore lascia il Bauhaus e si concentra sulle problematiche dell'abitare per la grande massa della popolazione, dove sviluppa soluzioni a più piani per raggiungere la qualità dell'abitare identificata in luminosità, spazi verdi, densità abitativa, distanza ridotta, opposta sia alle soluzioni disarticolate delle abitazioni monofamiliari che alla speculazione edilizia presente a New York.

## Edizioni
- Walter Gropius, La nuova architettura e il Bauhaus, in Miniature, traduzione di A. Salvini, Abscondita, 2014, ISBN 8884164729.